# Sophronica flavoides
Sophronica flavoides är en skalbaggsart som beskrevs av Stefan von Breuning 1961. Sophronica flavoides ingår i släktet Sophronica och familjen långhorningar. Inga underarter finns listade i Catalogue of Life.